# خوان أنتونيو سنيور
خوان أنتونيو سينور (بالإسبانية: Juan Antonio Señor)‏، من مواليد 26 أغسطس 1958 ، لاعب كرة قدم إسباني سابق.
لعب مع منتخب إسبانيا لكرة القدم.

## روابط خارجية
- خوان أنتونيو سنيور على موقع الاتحاد الدولي (مؤرشف)  (الإنجليزية)
- خوان أنتونيو سنيور على موقع الاتحاد الأوربي (الإنجليزية)
- خوان أنتونيو سنيور على موقع قاعدة بيانات كرة القدم.إي يو (الإنجليزية)
- خوان أنتونيو سنيور على موقع ناشيونال فوتبول تيمز (الإنجليزية)